# Laguna Figueroa
Laguna Figueroa är en saltsjö i Argentina.   Den ligger i provinsen Santa Cruz, i den södra delen av landet, 2 100 km sydväst om huvudstaden Buenos Aires. Arean är 0,35 kvadratkilometer.
Omgivningarna runt Laguna Figueroa är i huvudsak ett öppet busklandskap. Runt Laguna Figueroa är det mycket glesbefolkat, med 3 invånare per kvadratkilometer.